# St. Barbara (Untersambach)

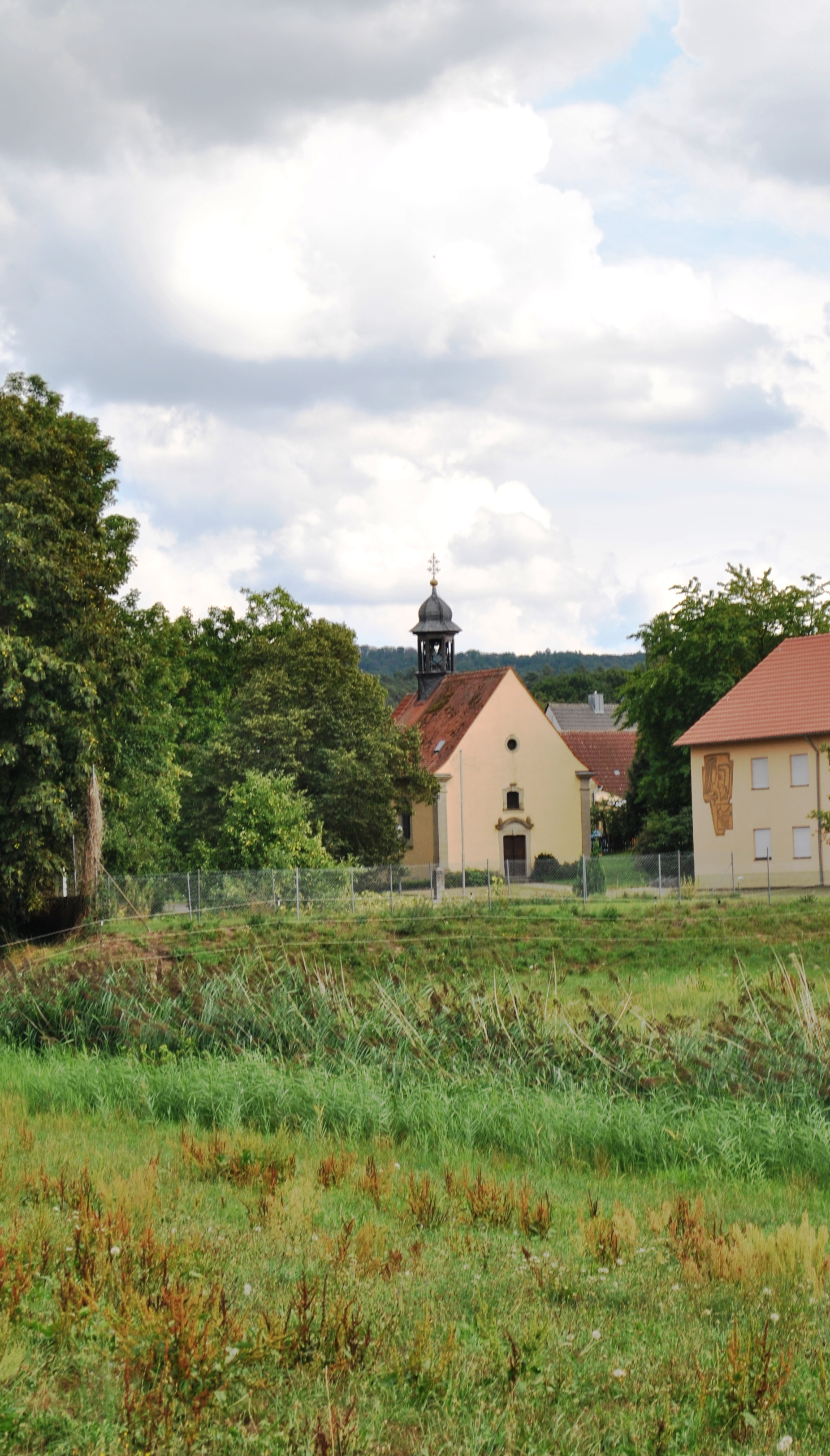
Die Kirche in Untersambach

Die Kirche St. Barbara ist das Gotteshaus im unterfränkischen Untersambach. Sie liegt am Rande des Ortes am Bachweg. Heute ist die Kirche Teil des Dekanats Kitzingen.

## Geschichte
Die Geschichte einer Kirchengemeinde in Untersambach ist weitgehend im Unklaren. Das Alter einiger Ausstattungsgegenstände spricht für die Errichtung eines Gotteshauses, spätestens im 16. Jahrhundert. Der Standort und der Verbleib der Kirche finden allerdings keine Erwähnung in den Quellen. Erst in der zweiten Hälfte des 18. Jahrhunderts wird ein Gotteshaus in Untersambach greifbar. Um das Jahr 1771, wohl einige Jahre zuvor, errichtete man dann das noch heute bestehende Kirchlein.
Nach der Fertigstellung wurden keine größeren Veränderungen am Gebäude mehr vorgenommen. Im Jahr 1954 baute man lediglich eine Sakristei im Osten des Gebäudes an. 1966 wurde eine umfassende Innenrenovierung vorgenommen, bevor die Kirche 1977 außen erneuert wurde. Letztmals wurde die Ausstattung 1995 renoviert. Das Bayerische Landesamt für Denkmalpflege ordnet die Kirche als Baudenkmal ein. Untertägige Reste von Vorgängerbauten werden als Bodendenkmal geführt.

## Architektur
Die Kirche präsentiert sich als kleiner Saalbau. Sie ist geostet und schließt hier mit einem dreiseitig geschlossenen Chor ab. Oberhalb des Chores wurde ein sechsseitiger Dachreiter angebracht. Die Kirche wird auf beiden Seiten von jeweils zwei Fenstern durchlichtet. Die Westfassade weist das Portal auf, ein Ochsenauge gliedert diese Seite ebenso, wie ein kleines kunstvoll gerahmtes Fenster. Das Portal besitzt geohrte Rahmungen und wurde mit zwei Pinienzapfen verziert.

## Ausstattung

### Glocken
Das Geläut der Kirche St. Barbara besteht aus zwei Glocken. Beide hängen im kleinen Dachreiter oberhalb des Gotteshauses. Der Gießzeitpunkt liegt allerdings im Unklaren. Während die eine Glocke der heiligen Maria geweiht ist, wurde die andere der Patronin Barbara unterstellt.

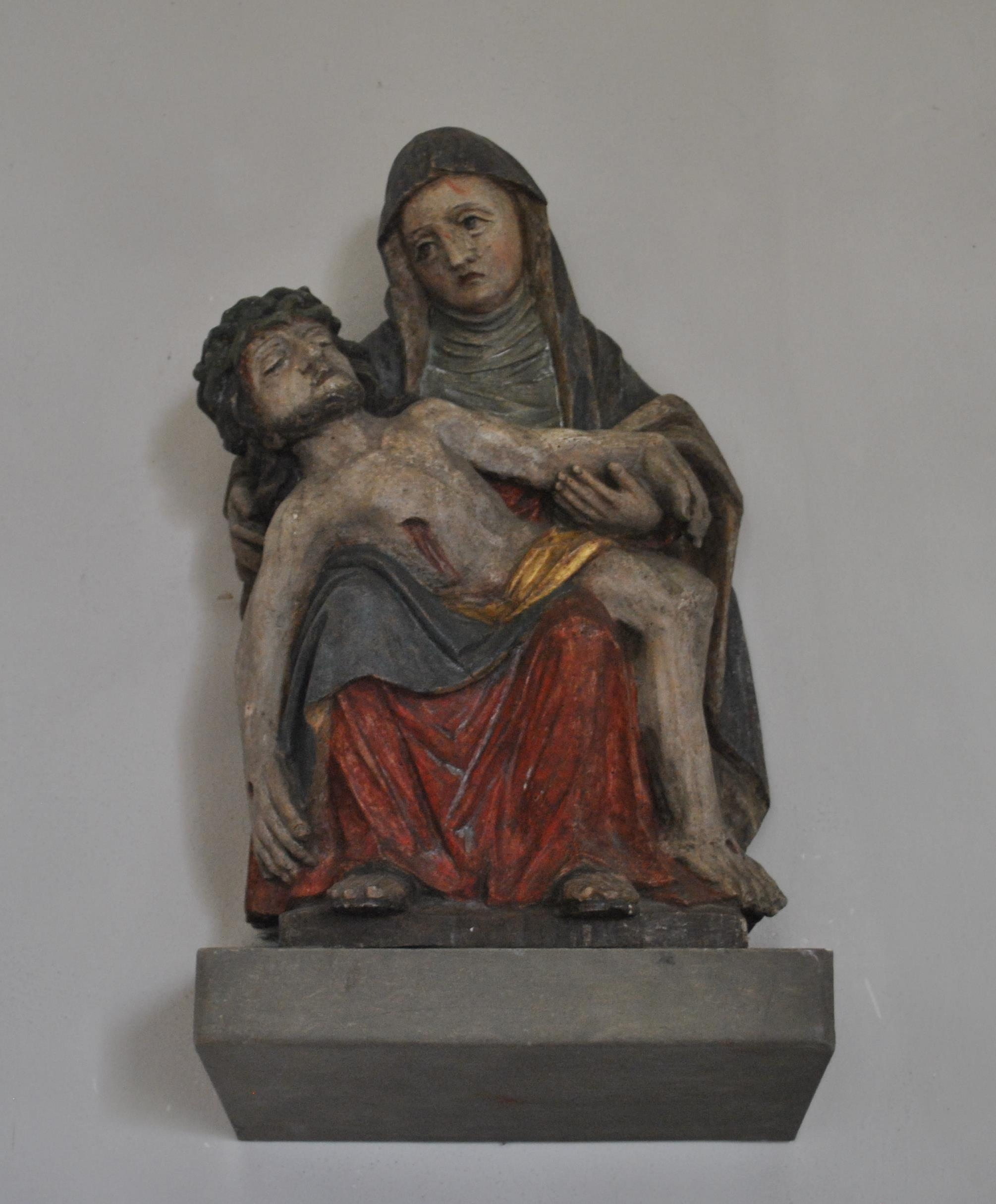
Die Pietà des 16. Jahrhunderts

| Name          | Grundton | Durchmesser in Zentimeter | Gewicht in Kilogramm | Inschrift                                |
| ------------- | -------- | ------------------------- | -------------------- | ---------------------------------------- |
| Marienglocke  | g‘‘      | 53,3                      | 99                   | Mutter der Barmherzigkeit, bitte für uns |
| Barbaraglocke | b‘‘      | 44,5                      | 60                   | Sankt Barbara, schütze unsere Gemeinde   |

### Weitere Ausstattung
Ältestes Element der Ausstattung ist die spätgotische Madonna, die um das Jahr 1520 geschaffen wurde und zentral oberhalb des Tabernakels am Hochaltar angebracht wurde. Der Altar selbst weist vier gewirrlte Säulen und Akanthusdekor auf, er wurde gegen Ende des 17. Jahrhunderts geschaffen. Das Gebälk wurde mit Anbetungsengeln verziert, während der Altar von einem Marienmonogramm bekrönt wird. Die Ewig-Licht-Ampel entstammt dem 18. Jahrhundert.
Ein weiteres Stück aus der Spätgotik ist die Pietà im nördlichen Teil des Langhauses. Sie stammt aus den siebziger Jahren des 16. Jahrhunderts. Eine weitere Heiligenfigur zeigt die Kirchenpatronin Barbara und wurde 1958 geschaffen. Insgesamt 14 Kreuzwegstationen durchziehen das Langhaus der Kirche. 1949/1950 schuf sie Josef Gerngras. Ebenso sind die zwei Wallfahrtsstangen des 19. Jahrhunderts im Kircheninneren. Die Orgel aus dem Jahr 1952 stammt von der Firma Weise aus Plattling.